# Emin Sulimani
Emin Sulimani (Wels, 4 agosto 1986) è un allenatore di calcio ed ex calciatore austriaco, di ruolo centrocampista, tecnico dell'Hertha Wels.

## Biografia
Suo fratello minore è Benjamin Sulimani, anch'egli calciatore.

## Carriera

### Club
Il 19 agosto 2010 firma per il LASK Linz, ma un anno dopo rescinde il suo contratto.

### Nazionale
Ha giocato nella nazionale austriaca Under-21.